# Mentiras piadosas (película de 1987)
Mentiras piadosas es una película mexicana de drama dirigida por Arturo Ripstein y escrita por Paz Alicia Garciadiego. Fue estrenada en 1987.

## Sinopsis
Clara es una inspectora de sanidad e Israel es un marchante que vende hierbas en un mercado de la Ciudad de México. Ambos están casados pero deciden abandonar a sus parejas para vivir juntos. Además de los celos, el remodimiento y la desconfianza no les permitirán vivir en paz y terminarán rompiendo y tomando caminos separados, ahora solo pues han roto con su pasado.

## Reparto
| Actor               | Personaje      |
| ------------------- | -------------- |
| Delia Casanova      | Clara Zamudio  |
| Alonso Echánove     | Israel Ordóñez |
| Luisa Huertas       | Pilar          |
| Fernando Palavicini | Ramiro         |
| Ernesto Yáñez       | Matilde        |
| Guillermo Iván      |                |

## Premios y reconocimientos
- Ariel de Plata como Mejor actriz para Delia Casanova.
- Ariel de Plata como Mejor actor para Alonso Echánove.
- Ariel de Plata como Mejor actriz de cuadro para Luisa Huertas.
- Ariel de Plata por Mejor fotografía para Angel Goded.
- Círculo Precolombino de Oro en el Festival de Cine de Bogotá por Mejor diseño de producción para Juan José Urbini.
- Círculo Precolombino de Oro en el Festival de Cine de Bogotá por Mejor guion para Paz Garciadiego.

Además de los premios anteriores obtuvo las siguietnes nominaciones:
- Ariel de Plata por Mejor ambientación para Juan José Urbini
- San Jorge de Oro en el Festival Internacional de Cine de Moscú para Arturo Ripstein